# Kaj Tiel Plu
Kaj Tiel Plu («etcétera», en esperanto) es un grupo musical español especializado en cantar canciones populares, principalmente de Cataluña, pero en esperanto.
El grupo debutó en 1989 durante el Internacia Junulara Festivalo (Festival internacional juvenil) como un dúo, el cual constaba de Pep Tordera y Xevi Rodon.  Después el grupo se presentó esporádicamente, principalmente en eventos en Hungría, Países Bajos, Occitania, Italia, Francia, Euskal Herria, y por supuesto, en Cataluña. El dúo se convirtió en un cuarteto cuando Jomo Milla y Carles Vela ingresaron al grupo.
El grupo, ya conformado como un cuarteto, tuvo varias presentaciones bajo distintos nombres (Kordoj, Kataluna kvaropo, Kaj Tiel Plu). En 1989 el grupo publicó su primer trabajo Fajreroj.
Desde 1992 la banda tuvo un parón, el cual coincide con la emigración de Pep a Estados Unidos. Durante el Congreso Universal de Esperanto de 1998 en Montpellier, el grupo se reúne y tocan en varios conciertos, además, publican su segundo y tercer álbumes, y tienen varias presentaciones fuera del ámbito esperantista.
Sus álbumes Sojle de la klara temp' (2000) y Plaĉas al mi (2004), contienen canciones en occitano, ladino, judeocatalán, canciones tradicionales catalanas e incluso canciones de la Guerra Civil Española.

## Discografía
- Fajreroj (Chispas) (1989).
- Sojle de la klara temp'  (A la entrada del tiempo claro) (2000), Vinilkosmo.
- Plaĉas al mi (Me place) (2004), Vinilkosmo.
- Surplacen venu vi (Ven sobre la plaza) (2009), Vinilkosmo.